# Niilo Lang
Niilo Alarik Lang, född 1 oktober 1895 i Uleåborg, död 22 juli 1967 i Salo, var en finländsk jurist.
Lang, som var son till vicehäradshövding August Edvard Adolf Lang och Olga Augusta Rosvall, blev student 1913, avlade rättsexamen 1919, högre rättsexamen 1925 och blev vicehäradshövding 1922. Han blev auskultant i Vasa hovrätt 1919, var kanslist i Uleåborgs länsstyrelse 1920–1922, advokat i Borgå 1922–1923, blev notarie i Högsta domstolen 1927, yngre justitiesekreterare 1930, häradshövding i Salmis domsaga 1936, i Kides domsaga 1941, i Jämsä domsaga 1943 och innehade slutligen denna befattning i Halikko domsaga 1951–1963. Han var e.o. tjänsteman i Post- och telegrafstyrelsen 1928–1936, e.o. överauditör i Överkrigsrätten 1940–1941 och adjungerad ledamot vid Högsta domstolen 1948–1949. Han var sekreterare i Suomalainen lakimiesten yhdistys 1935–1936 och viceordförande i Finlands häradshövdingeförening 1959–1961. Han tilldelades lagmans titel 1961.